# Trichosurus cunninghami
Espèce
Statut de conservation UICN

 LC  : Préoccupation mineure
Trichosurus cunninghami est une espèce de marsupiaux de la famille des Phalangeridae.

## Distribution
Cette espèce est endémique de l'État du Victoria en Australie.

## Publication originale
- (en) Lindemayer, Dubach & Viggers, 2002 : Geographic dimorphism in the mountain brushtail possum (Trichosurus caninus): the case for a new species. Australian Journal of Zoology, vol. 50, n. 4, p. 369-393.